# Monardella follettii
Monardella follettii là một loài thực vật có hoa trong họ Hoa môi. Loài này được (Jeps.) Jokerst mô tả khoa học đầu tiên năm 1992.

## Hình ảnh

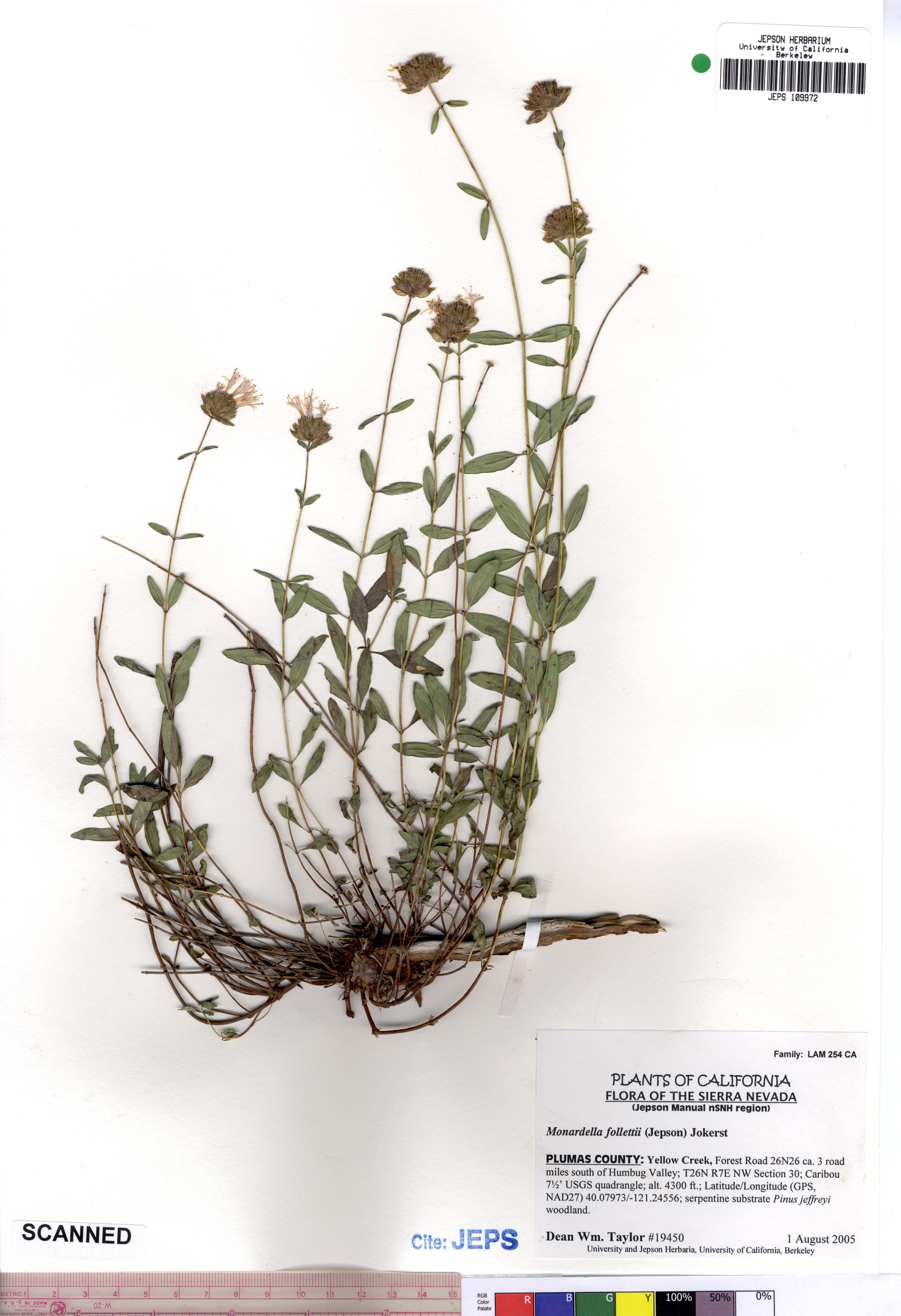